# Осоркон III
Осоркон III (Usermaatre Setepenamun Osorkon Si-Ese Meryamun) е фараон от либийската 23-та династия през Трети преходен период на Древен Египет.

## Произход и управление
Син на Такелот II, когото наследява след продължителен междуособен конфликт, Осоркон III управлява 28 години в Среден и Горен Египет. Той е фараон в периода ок. 798 – 769 г. пр.н.е., или ок. 790 – 762 г. пр.н.е., според други ок. 787 – 759 г. пр.н.е.
Сред египтолозите почти единодушно се приема, че Осоркон III е идентичен с наследствения принц Осоркон (B), върховен жрец на Амон в Тива. Това се потвърждава от анализ на надписите върху намерените монументи, сред които са няколко дарителски стели от Хераклеополис Магна и други райони в Среден и Горен Египет. Друг важен паметник от този период е т.нар. Хроника на принц Осоркон, серия от релефни изображения и текстове върху портала на Бубастидите в Карнак, документиращ борбата на Осоркон (B)/Осоркон III срещу узурпаторите и неговата победа.
През 11-а година от възкачването на Такелот II избухва въстанието на Педубаст I, местен управител, обявил се за фараон в Тива. Такелот II изпраща неговия син Осоркон, който временно възвръща контрола над Тива и приема титлата на върховен жрец, но само няколко години по-късно градът отново е под властта на Педубаст. Голяма част от Горен Египет, заедно с Тива, остават извън контрола на Такелот II, с изключение на кратък период в последните няколко години от неговото управление, когато принц Осоркон отново е засвидетелстван като върховен жрец там.
След смъртта на баща му, принц Осоркон не приема владетелска титла, изглежда признавайки върховенството на Шешонк III, управляващ в Долен Египет, съдейки по датировките в Хрониката на принц Осоркон, където 25-а година на Такелот II е последвана от 22-ра година на Шешонк III. Въпреки това Шешонк III не подкрепя пряко никоя от враждуващите фракции в Горен Египет и дори признава Педубаст за равноправен фараон.
Осоркон продължава борбата срещу Педубаст с променлив успех и е документиран още веднъж като върховен жрец в Тива, но само за две години. Заедно със своя брат Bakenptah, Осоркон воюва против наследника на Педубаст I – Шешонк VI, когото прогонва от Тива и окончателно налага властта си там през 39-а година на Шешонк III. Тогава, или няколко години по-късно, Осоркон III приема владетелски титли и става пълновластен фараон на Среден и Горен Египет.
Осоркон III постига политическа консолидация, но продължилата близо 3 десетилетия междуособна война и големите наводнения през третата година от неговото управление допринасят за упадъка на страната. На север, в Долен Египет, управляван от паралелната XXII династия, се наблюдава сериозно задълбочаване на сепаратизма, което довежда до обособяването на многобройни малки владения на местни либийски вождове, независими от централната власт.
Осоркон III умира в напреднала възраст и е наследен от неговия син Такелот III, с когото управлява съвместно в последните 5 години.